# Potamothrix mrazeki
Potamothrix mrazeki är en ringmaskart som först beskrevs av Hrabe 1941.  Potamothrix mrazeki ingår i släktet Potamothrix och familjen glattmaskar. Inga underarter finns listade i Catalogue of Life.